# Intolerância

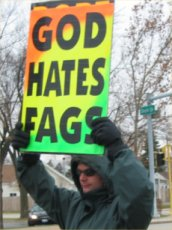
Manifestação nos Estados Unidos em 2005 contra os gaysː um exemplo de intolerância.

Intolerância é uma atitude mental caracterizada pela falta de habilidade ou vontade em reconhecer e respeitar diferenças em crenças e opiniões.
Num momento político e social, intolerância é a ausência de disposição para aceitar pessoas com pontos de vista diferentes. Como um constructo social, isto está aberto a interpretação. Por exemplo, alguém pode definir intolerância como uma atitude expressa, negativa ou hostil, em relação às opiniões de outros, mesmo que nenhuma ação seja tomada para suprimir tais opiniões divergentes ou calar aqueles que as têm. Tolerância, por contraste, pode significar "discordar pacificamente". A emoção é um fator primário que diferencia intolerância de discordância respeitosa.
A intolerância pode estar baseada no preconceito, podendo levar à discriminação. Formas comuns de intolerância incluem ações discriminatórias de controle social, como racismo, sexismo, antissemitismo , homofobia, heterossexismo, etaísmo (discriminação por idade), intolerância religiosa e intolerância política. Todavia, não se limita a estas formas: alguém pode ser intolerante a quaisquer ideias de qualquer pessoa.
É motivo de controvérsia a legitimidade de um governo em aplicar a força para impedir aquilo que ele considera como incitamento ao ódio. Por exemplo, a Primeira Emenda da Constituição dos Estados Unidos da América permite tais manifestações sem risco de ação criminal. Em países como Alemanha, França, Portugal e Brasil, as pessoas podem ser processadas por tal atitude. Esta é uma questão sobre quanta intolerância um governo deve aceitar e como ele decide o que constitui uma manifestação de intolerância.
Enquanto prossegue o debate sobre o que fazer com a intolerância alheia, algo que frequentemente ignora-se é como reconhecer e lidar com a nossa própria intolerância.